# Калхун (Кентаки)
Калхун (енгл. Calhoun) град је у америчкој савезној држави Кентаки.

## Демографија
По попису из 2010. године број становника је 763, што је 73 (-8,7%) становника мање него 2000. године.
| Група             | 2000.       | 2010.       |
| Белци             | 823 (98,4%) | 752 (98,6%) |
| Афроамериканци    | 5 (0,6%)    | 0 (0,0%)    |
| Азијати           | 0 (0,0%)    | 0 (0,0%)    |
| Хиспаноамериканци | 5 (0,6%)    | 2 (0,3%)    |
| Укупно            | 836         | 763         |